# Сан-Мартіню-да-Кортіса
Сан-Мартіню-да-Кортіса (порт. São Martinho da Cortiça; МФА: [ˈsɐ̃w maɾ.ˈti.ɲu dɐ kuɾ.ˈti.sɐ]) — парафія в Португалії, у муніципалітеті Арганіл. Розташована в західній частині країни, на теренах історичної португальської провінції Бейра. Входить до складу округу Коїмбра. За адміністративним поділом, чинним до 1976 року, терени парафії були складовою провінції Берегова Бейра. Належить до Коїмбрської діоцезії Католицької церкви. Патрон — Мартин Турський. Площа — 31,5422 км². Населення — 1319 ос. (2011). Слабо урбанізований регіон. Густота населення — 41,82 осіб/км²
. Код — 060114.

## Населення
| Кількість мешканців | Кількість мешканців | Кількість мешканців | Кількість мешканців | Кількість мешканців | Кількість мешканців | Кількість мешканців | Кількість мешканців | Кількість мешканців | Кількість мешканців | Кількість мешканців | Кількість мешканців | Кількість мешканців | Кількість мешканців | Кількість мешканців |
| ------------------- | ------------------- | ------------------- | ------------------- | ------------------- | ------------------- | ------------------- | ------------------- | ------------------- | ------------------- | ------------------- | ------------------- | ------------------- | ------------------- | ------------------- |
| 1864                | 1878                | 1890                | 1900                | 1911                | 1920                | 1930                | 1940                | 1950                | 1960                | 1970                | 1981                | 1991                | 2001                | 2011                |
| 1 735               | 2 078               | 2 296               | 1 867               | 1 843               | 1 968               | 1 600               | 2 061               | 2 085               | 1 969               | 1 693               | 1 720               | 1 688               | 1 536               | 1 319               |